# Fakulta informatiky Masarykovy univerzity
Fakulta informatiky Masarykovy univerzity (FI MU) je fakulta Masarykovy univerzity, která rozvíjí vzdělávací, vědeckou a doplňkovou činnost v oblasti informatiky jako disciplíny věnované metodám, modelům a nástrojům zpracování informací, zejména pak pomocí počítačů.
Fakulta vznikla v roce 1994 jako první samostatná informatická fakulta v Česku a v pořadí osmá fakulta MU.
Navázala na několik desetiletí budování oboru matematická informatika na přírodovědecké fakultě, jakož i na průkopnickou činnost prvních brněnských informatiků.
Vysokoškolské vzdělávání v informatice uskutečňuje fakulta v bakalářských, navazujících magisterských a doktorských studijních programech v prezenční formě studia. Výuka probíhá v českém jazyce, placená forma studia pak v angličtině. Fakulta nabízí celoživotní vzdělávání a rozšíření kvalifikace středoškolských učitelů v informatických předmětech.
Sídlí ve vlastní budově při křižovatce Botanické ulice, v níž je situován vchod do objektu, s ulicí Hrnčířskou na jižním okraji městské části Brno-Královo Pole. Neveřejné vchody jsou z ulice Hrnčířská (vjezd do podzemní garáže) a severního konce ulice Bayerova (vjezd do dvora). V době svých počátků fakulta krátce sídlila na Burešově ulici a v době rekonstrukcí využívala též prostory v nedalekém Centru Šumavská (areál Gotex).

## Historie
Až do roku 1994 se informatika na Masarykově univerzitě vyučovala pouze na Přírodovědecké fakultě. V roce 1993 se však objevily první snahy o vznik nové fakulty. Roku 1994 byla založena Fakulta informatiky Masarykovy univerzity a stala se tak první samostatnou informatickou fakultou v Česku.

## Budovy
Po svém založení v roce 1994 fakulta dva roky sídlila v budově Nejvyššího soudu na Burešově ulici.
Fakulta od roku 1996 sídlí na Botanické ulici a tvoří ji 4 vzájemně propojené budovy, rozmístěné po obvodu čtverce, uprostřed kterého se nachází menší nekryté nádvoří se zelení a lavičkami. Objekt byl v roce 2003 významně rozšířen o tři nové posluchárny (D1, D2 a D3).
V roce 2012 došlo k demolici a znovuvybudování vstupní budovy fakulty dosahující nově výšky pěti pater, čímž výrazně vzrostl počet seminárních, počítačově-laboratorních a kancelářských místností. Přistavěna byla i nová, z průčelí komplexu nyní vyčnívající budova, poskytující prostory komerčním firmám, které s fakultou spolupracují, a vědeckotechnickému parku CERIT Science Park.
Současná vstupní budova (označení A) je pětipatrová stavba černé barvy s rozsáhlým podzemním zaměstnaneckým parkovištěm a předsazeným objektem pro průmyslové partnery (označení S). Vstupní budova má výrazná velká okna. Po levé a pravé straně dále areál fakulty tvoří dvě křídla (označena B, C), v původní pískově-béžové barvě, v nichž jsou umístěny zejména kanceláře zaměstnanců a vědců, ale i několik seminárních místností. Děkanát fakulty sdílí společně s ekonomicko-personálním oddělením v nejvyšším patře levého křídla, studijní oddělení se z děkanátu po přestavbě vstupní budovy přestěhovalo nad hlavní vstup.
Areál fakulty má ve svém čtvercovém půdorysu v každém rohu osobní a nákladní výtahy. Ze všech pater vstupní budovy je umožněn přímý průchod do křídel. Vzhledem k pětipatrové výšce objektu jsou střechy budov využívány k umístění antén mobilních operátorů apod. Objekt fakulty je vůči svému okolí uzavřen a vstup je možný jen přes vstupní budovu. Vzhledem k umístění serverového technického zázemí Masarykovy univerzity (včetně provozu Informačního systému Masarykovy univerzity) v objektu fakulty funguje ve vstupní budově nepřetržitá dohledová služba.

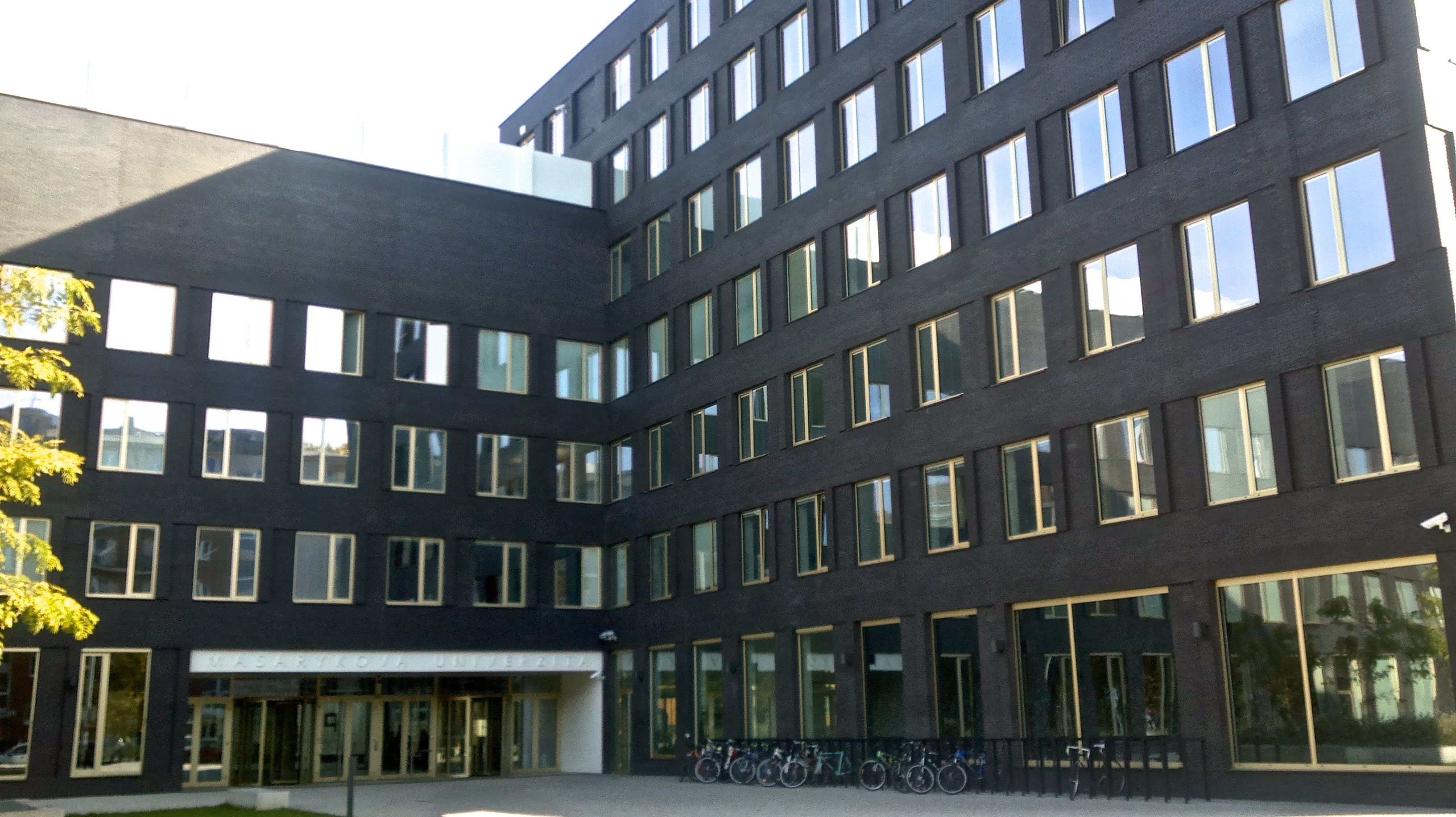
Vstup do budovy A

Okolí fakulty je ze tří stran nepřiléhajících ke vstupu využíváno jako vnější uzavřené parkoviště, jehož vjezd řídí vrátnice. Vrátnice je rovněž centrálním pultem pro elektrickou požární signalizaci celého objektu. Vjezd do podzemního zaměstnaneckého parkoviště je z ulice Hrnčířské. V prostoru před vstupní budovou fakulty došlo po demolici původní jednopatrové budovy v roce 2012 k vodorovnému narovnání prohloubeného terénu, díky čemuž mohly být zrušeny svažující se chodníky i vstupní schodiště do budovy. Vstup do ní je nyní zcela bezbariérový, bezplošinový, s možností parkování jízdních kol.
Fakulta již po rekonstrukci nemá menzu ani bufet s výdejem jídla, který v ní dříve provozovala správa kolejí a menz. Má pouze malou prodejnu s potravinami a denní nabídkou teplého jídla, ovšem bez jídelny.

## Organizace a samospráva
Fakulta se člení na pracoviště, jimiž jsou katedry, výzkumná centra, účelová zařízení a děkanát.

### Katedry, výzkumná centra a účelová zařízení
Základní organizační jednotkou fakulty zodpovědnou za organizaci výuky a poskytování zázemí pro další činnosti fakulty jsou katedry:
- Katedra teorie programování
- Katedra počítačových systémů a komunikací
- Katedra vizuální informatiky
- Katedra strojového učení a zpracování dat

Vedoucí kateder jsou podřízeni děkanovi fakulty. Mimo uvedené katedry na fakultě působí i oddělení celouniverzitního Centra jazykového vzdělávání a oddělení Katedry tělesné výchovy.

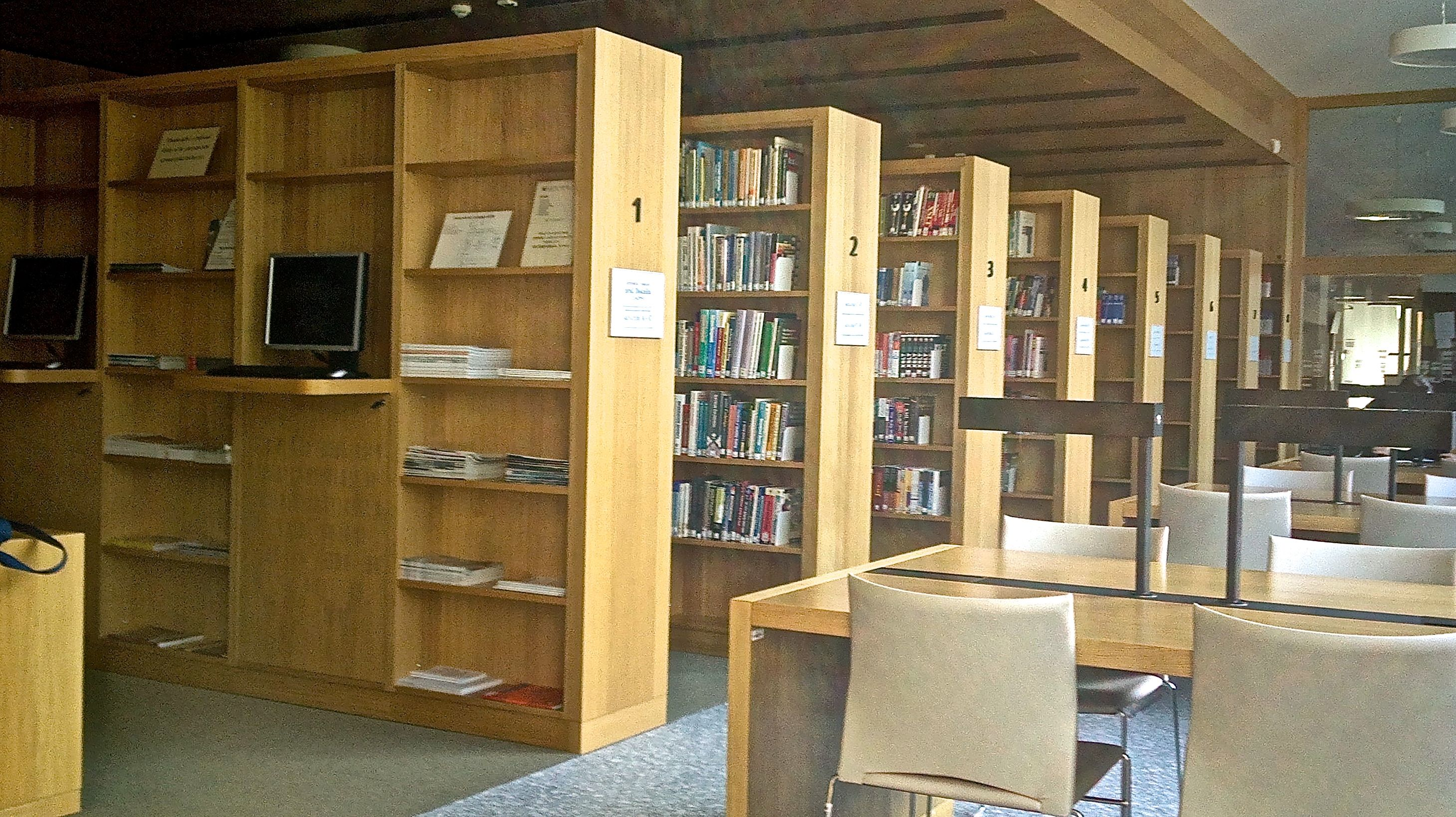
Prostory knihovny

Mezi účelová zařízení fakulty patří Centrum výpočetní techniky, CERIT (Centrum vzdělávání, výzkumu a inovací v informačních a komunikačních technologiích), knihovna a správa budov. Vedoucí těchto zařízení jsou podřízeni tajemníkovi fakulty.

### Děkanát
V čele fakulty stojí děkan, který jejím jménem jedná a rozhoduje. Děkana na návrh fakultního akademického senátu jmenuje a odvolává rektor univerzity. Funkční období děkana je čtyřleté a stejná osoba může být děkanem nejvýše dvakrát v řadě. Děkan jmenuje a odvolává proděkany a rozhoduje o jejich činnosti a počtu.
Prvním děkanem fakulty byl od roku 1994 její zakladatel, profesor informatiky Jiří Zlatuška, který v této funkci působil až do roku 2011 s výjimkou let 1998–2004, kdy vykonával funkci rektora univerzity. Druhým děkanem fakulty byl v období let 1998–2004 docent informatiky Luděk Matyska. Poté se do funkce vrátil Jiří Zlatuška. Třetí osobností ve funkci děkana byl v období 2011–2015 profesor informatiky Michal Kozubek.
Počínaje zářím 2015 byl do funkce fakultním senátem opět zvolen Jiří Zlatuška, získal podporu 6:3 hlasů fakultního senátu vůči předcházejícímu děkanovi. Zlatuška na funkci děkana k 8. dubnu 2019 rezignoval. Následně byl však ve volbách znovu zvolen. Mandát zastával až do konce srpna 2023, kdy jej vystřídal Jiří Barnat.

### Samosprávné orgány
Samosprávu fakulty vykonává její akademická obec (akademičtí pracovníci a ve studiu zapsaní studenti) a samosprávné akademické orgány fakulty, kterými jsou: akademický senát, děkan, vědecká rada a disciplinární komise.

#### Vedení fakulty
- prof. RNDr. Jiří Barnat, Ph.D. – děkan[1]
- doc. RNDr. Barbora Kozlíková, Ph.D. – proděkanka pro výzkum a doktorské studium[1]
- doc. RNDr. Vojtěch Řehák, Ph.D. – proděkan pro studijní programy a internacionalizaci[1]
- doc. RNDr. David Svoboda, Ph.D. – proděkan pro pregraduální studium[1]
- doc. RNDr. Pavel Matula, Ph.D. – předseda akademického senátu[2]
- RNDr. Lenka Bartošková – tajemnice[1]

### Další organizace
V pravém křídle objektu fakulty sídlil do roku 2020 Ústav výpočetní techniky Masarykovy univerzity – pracoviště s celouniverzitní působností. V nové budově sídlí výzkumné centrum CERIT a řada průmyslových partnerů fakulty. V přízemí této budovy byl v květnu 2015 vybudována Kybernetický polygon (KYPO) jako laboratoř, která slouží pro výzkum a vývoj metod na ochranu proti útokům na kritickou infrastrukturu České republiky.

## Studium
Fakulta informatiky nabízí studijní programy zaměřené na informatiku a také dvouoborové studium pro učitele středních škol ve spolupráci s přírodovědeckou fakultou. Od podzimního semestru 2020 je na bakalářském stupni nabízeno rovněž sdružené studium informatiky s dalšími obory Masarykovy univerzity.
V minulosti bylo studium koncipováno jako všeobecné s velkou mírou volitelných specializací, nyní je v konkrétních studijních oborech preferován seznam předmětů s menší mírou volitelnosti. Stále však zůstává možnost zapisovat si předměty ze všech fakult Masarykovy univerzity. Studium je třístupňové, od bakalářského, přes navazující magisterský až po doktorský stupeň studia. Majoritně probíhá v prezenční formě výuky, ve vlastních prostorech fakulty, v českém, anglickém a slovenském jazyce. Většina přednášek je nahrávaná a k dispozici přes fakultní server.
Od podzimního semestru 2019 prošla nabídka studia restrukturalizací v souvislosti s reformou Zákona o vysokých školách v ČR. Tato opatření se však téměř nedotklo stávajících studentů, kteří započali studium svého oboru před začátkem účinnosti tohoto opatření (tj. akademický rok nástupu 2017/18 resp. 2018/19) – tito studenti mohli dostudovat své původní obory dle původních plánů.
Od podzimního semestru 2021 se na Fakultě informatiky otevírá první profesní magisterský program, jehož absolventi obdrží titul Ing., zaměřený na softwarové inženýrství.
Studenti si od roku 2019 vybírají mezi menším množstvím následujících studijních programů, v jejichž rámci pak dochází k výběru konkrétní specializace:
Bakalářské studium
- Informatika
  - Informatika bez zaměření
  - Počítačové systémy, komunikace a bezpečnost
  - Vizuální informatika
  - Grafický design
  - Bioinformatika a systémová biologie
  - Matematická informatika
  - Zpracování přirozeného jazyka
  - Rozšířená matematika
- Programování a vývoj aplikací
- Informatika ve vzdělávání
- Kyberbezpečnost

Magisterské studium
- Teoretická informatika
  - Diskrétní algoritmy a modely
  - Formální analýza počítačových systémů
  - Kvantové a jiné neklasické výpočetní modely
  - Principy programovacích jazyků
- Umělá inteligence a zpracování dat
  - Bioinformatika a systémová biologie
  - Strojové učení a umělá inteligence
  - Zpracování a analýza rozsáhlých dat
  - Zpracování přirozeného jazyka
- Vizuální informatika
  - Analýza a zpracování obrazu
  - Grafický design
  - Počítačová grafika a vizualizace
  - Vývoj počítačových her
- Počítačové systémy, komunikace a bezpečnost
  - Hardwarové systémy
  - Informační bezpečnost
  - Počítačové sítě a komunikace
  - Softwarové systémy
- Řízení softwarových systémů a služeb
  - Řízení kyberbezpečnosti
  - Řízení vývoje služeb
  - Řízení vývoje softwarových systémů
- Softwarové inženýrství
  - Nasazení a provoz softwarových systémů
  - Návrh a vývoj softwarových systémů
- Učitelství informatiky pro střední školy
  - Učitel informatiky a správce sítě
  - Učitelství informatiky pro střední školy

Doktorské studium
- Informatika

V doktorském studijním programu Informatika je od akademického roku 2016/2017 vypláceno vyšší stipendium ve spolupráci s průmyslovými partnery fakulty. K dalšímu zvýšení došlo od začátku roku 2018 v rámci celé univerzity.

## Výzkum a vývoj

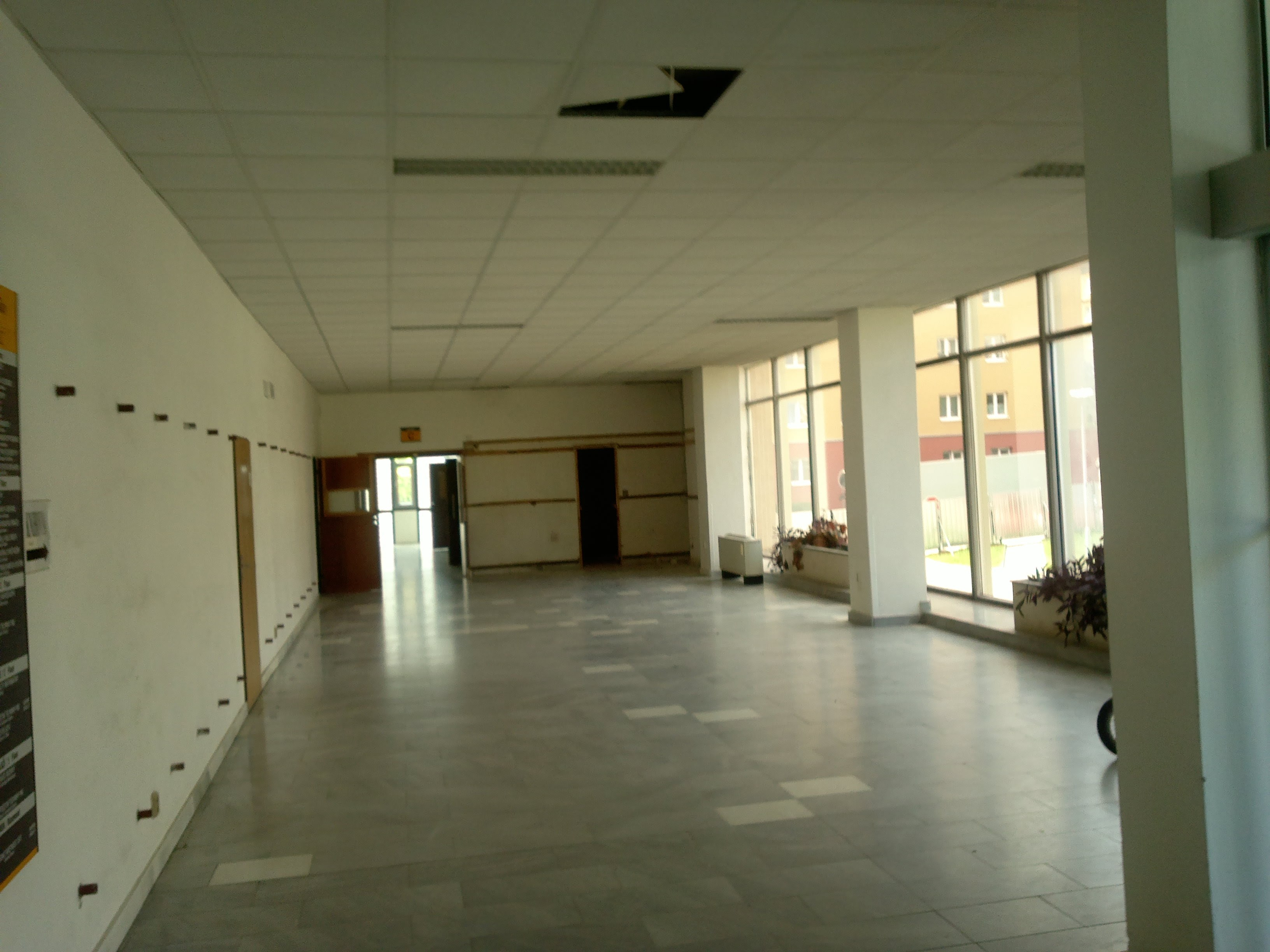
Staré lobby, před první rekonstrukcí v červnu 2012

Věda a výzkum jsou na Fakultě informatiky organizovány volně ve více než dvaceti výzkumných skupinách, které se zaměřují na výzkumné otázky a problémy ze všech oblastí informatiky a příbuzných disciplín.
Výzkumné skupiny:
- Adaptive Learning Research Group
- Ateliér grafického designu a multimédií
- Centre for Research on Cryptography and Security
- Centrum analýzy biomedicínského obrazu
- Centrum zpracování přirozeného jazyka
- Interdisciplinární výzkum internetu a společnosti
- Laboratoř datově orientovaných systémů a aplikací
- Laboratoř diskrétních metod a algoritmů
- Laboratoř elektronických multimediálních aplikací
- Laboratoř formálních metod, logiky a algoritmů
- Laboratoř interakce člověka s počítačem
- Laboratoř konstrukce a architektury číslicových systémů
- Laboratoř kvantového zpracování informace a kryptografie
- Laboratoř kyberbezpečnosti
- Laboratoř paralelních a distribuovaných systémů
- Laboratoř pokročilých síťových technologií
- Laboratoř servisních systémů
- Laboratoř softwarových architektur a informačních systémů
- Laboratoř systémové biologie
- Laboratoř vizualizace
- Laboratoř získávání znalostí
- Výzkumná skupina RationAI s konzervativním přístupem k umělé inteligenci

## Akademická obec
Akademickou obec fakulty tvoří její akademičtí pracovníci a studenti zapsaní ve studijních programech na fakultě realizovaných.

### Akademické obřady
Se členstvím studentů v akademické obci fakulty jsou spojeny akademické obřady, kterými jsou imatrikulace (přijetí studenta do akademické obce) a promoce (předání vysokoškolského diplomu absolventovi po dokončení studia).
Oba obřady jsou spojeny se slavnostním slibem.

Děkan, proděkani, nositelé vědecko-pedagogických či akademicko-vědeckých titulů, případně též další osoby pověřené děkanem a pedel jsou oprávněni při slavnostních příležitostech užívat talár.

### Insignie
Fakultními insigniemi jsou od března 2007 medaile a žezlo, jejichž autorem je sochař a umělecký litec Jaromír Gargulák. Avers medaile nese portrét Kurta Gödela (brněnského matematika, který přispěl k teoretickým základům informatiky), na reversu se nachází znak fakulty. Hlavice žezla zpodobňuje oheň předaný podle legendy lidstvu Prométheem a odkazuje na obdobně všestranný význam informatiky v současnosti.

### Logo a barva
Logo fakulty zobrazuje Penroseův trojúhelník stylizovaný jako ligatura písmen F a I.
S logem je spojen výrok Blaise Pascala « Le silence éternel de ces espaces infinis m'effraie. » (z francouzštiny „Věčné mlčení těch nekonečných prostorů mě děsí.“).
Autorem loga je vyučující Petr Sojka.

Barva fakulty je ostře šafránová (Pantone 122 C).

### Studentský život

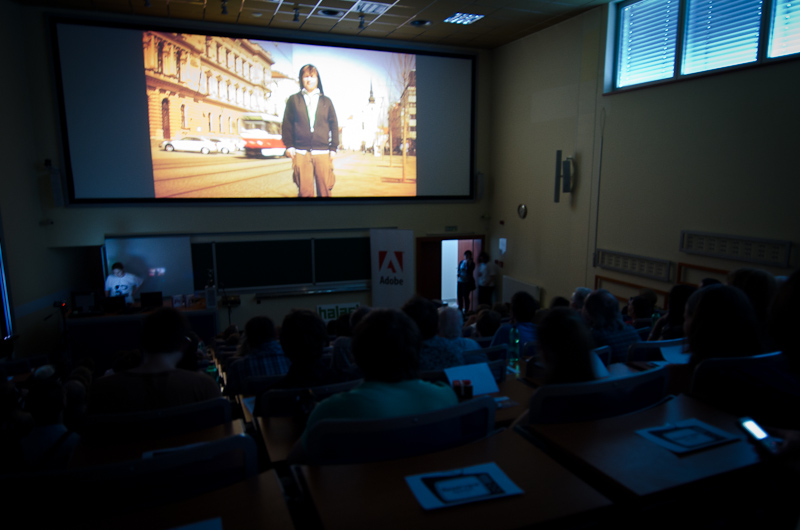
Každoroční studentský Filmový festival Fakulty informatiky

Od roku 1998 působí na fakultě studentský divadelní soubor ProFIdivadlo, který každoročně u příležitosti svátku Dies Academicus uvádí inscenaci nastudovanou pod vedením pedagoga Josefa Prokeše v rámci předmětu Divadelní hra. Mezi pravidelné akce pořádané studenty fakulty pod vedením Petra Sojky patří také každoroční Filmový festival Fakulty informatiky, poprvé uspořádaný v roce 2001, který v roce 2017 již přilákal téměř 1000 diváků.
Mezi další spolky na fakultě organizující akce pro studenty patří Spolek přátel severské zvěře a Studentská unie Fakulty informatiky MU.
Mezi studenty také působí několik bloggerů popisujících své zážitky ze studia a poskytujících tipy mladším studentům.

## Osobnosti
Nositeli mezinárodních ocenění za vědeckou a tvůrčí činnost z řad zaměstnanců a studentů fakulty jsou Jozef Gruska, Michal Brandejs, Pavel Zezula, Tomáš Brázdil a Jiří Hořejš.
Národní ocenění za vědeckou a tvůrčí činnost obdrželi Karel Pala, Aleš Horák a Pavel Rychlý (za zpracování přirozeného jazyka, mj. projekt Internetové jazykové příručky), Filip Nálepa (multimédia), Michal Balážia (biometrika), Radim Řehůřek a Antonín Kučera.
Při příležitosti devadesátého výročí vzniku univerzity ocenil rektor 28. ledna 2009 zlatou medailí „za šíření dobrého jména školy“ absolventa fakulty Thanh Han The (Hàn Thế Thành), který na ní v rámci své magisterské diplomové práce obhájené v roce 1996 a následně i dizertační práce vytvořil software pdfTeX umožňující export dokumentů z typografického systému TeX přímo do formátu PDF. Autor systému TeX Donald Knuth fakultu osobně navštívil v roce 1996, když v Brně od Masarykovy univerzity převzal čestný doktorát, a následně v roce 2019 při příležitosti 25. výročí Fakulty informatiky.

## Galerie

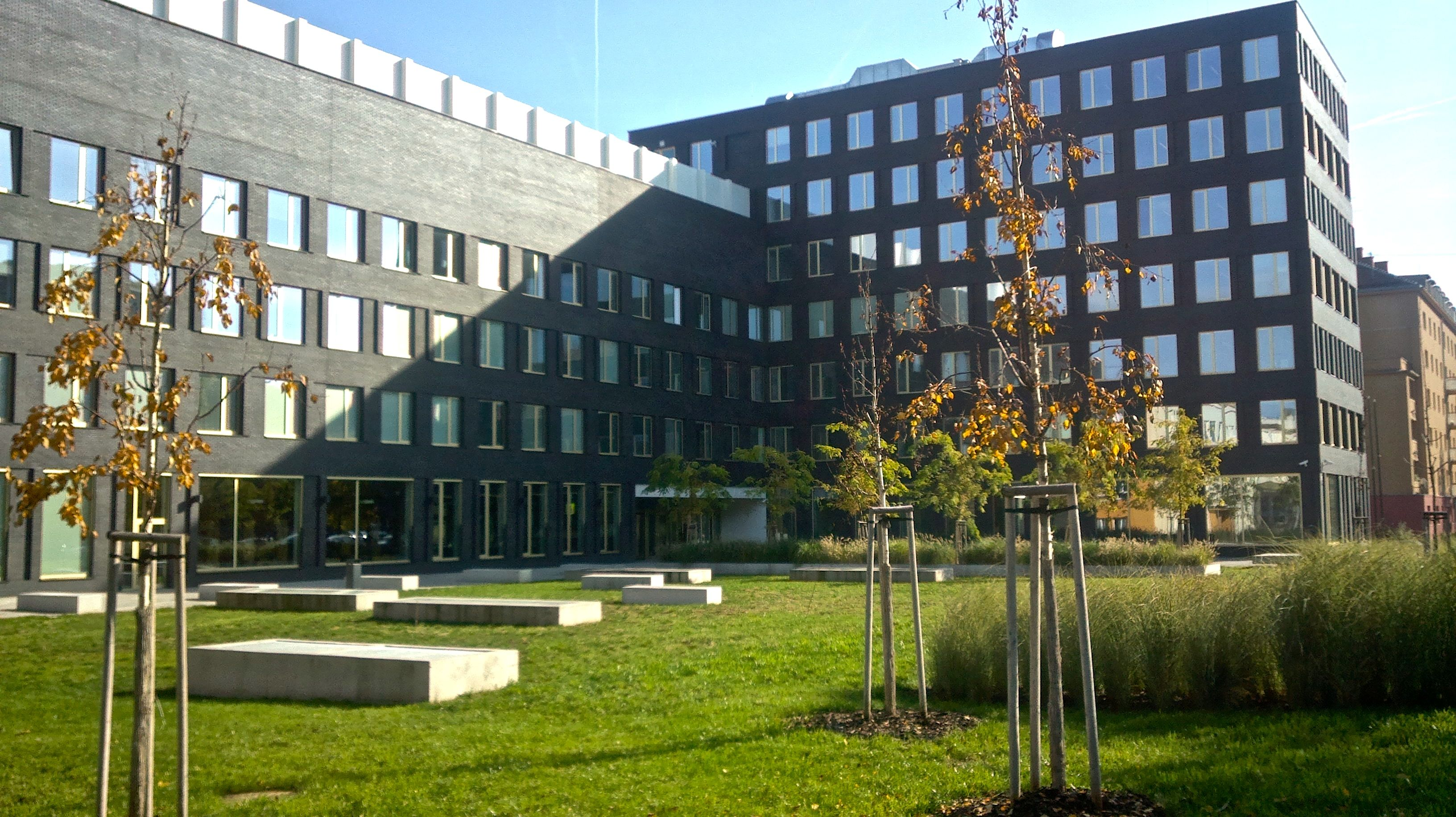
Vstupní budova školy (2015)
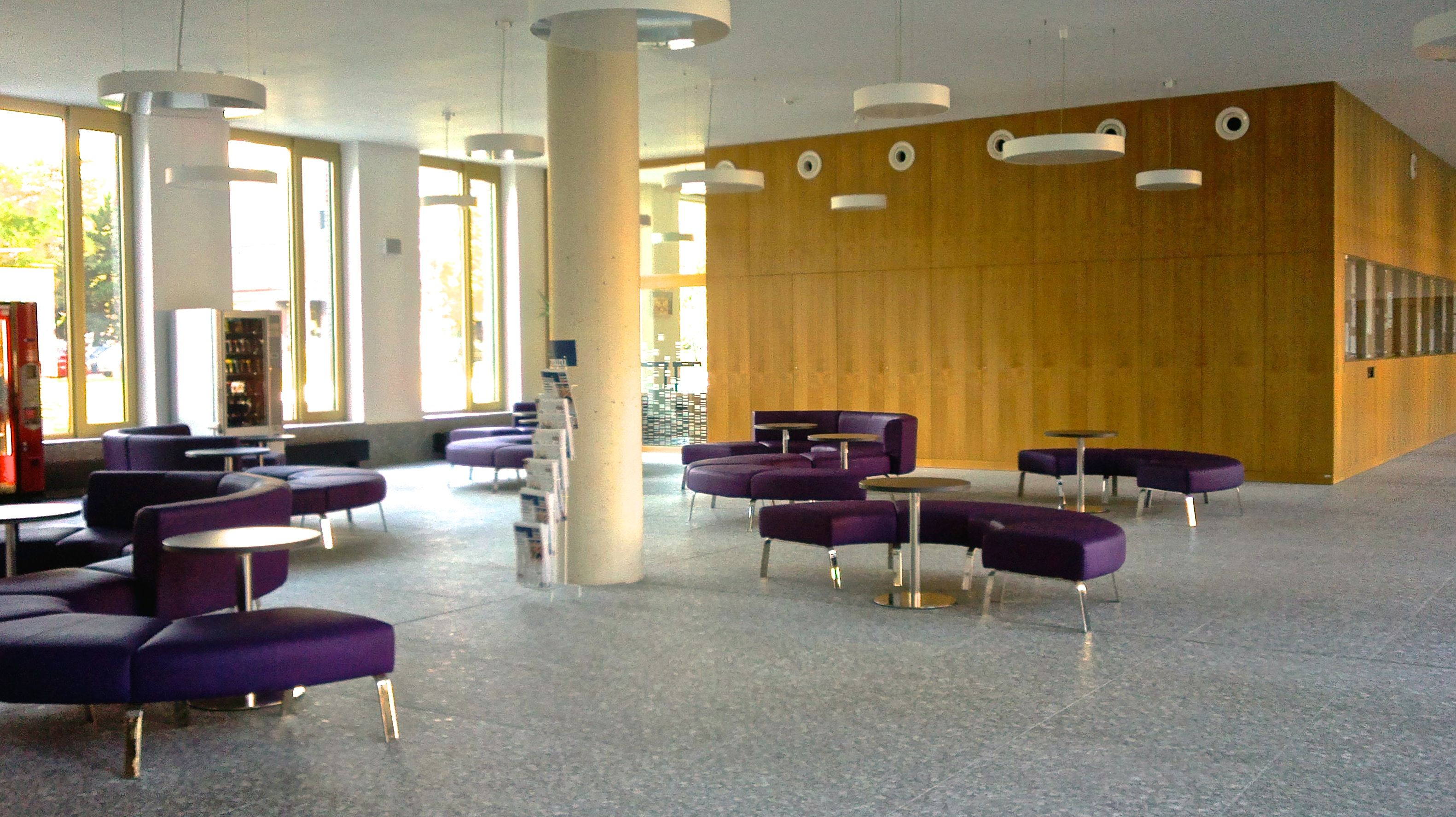
Nový foyer vlevo od vstupu (2015)
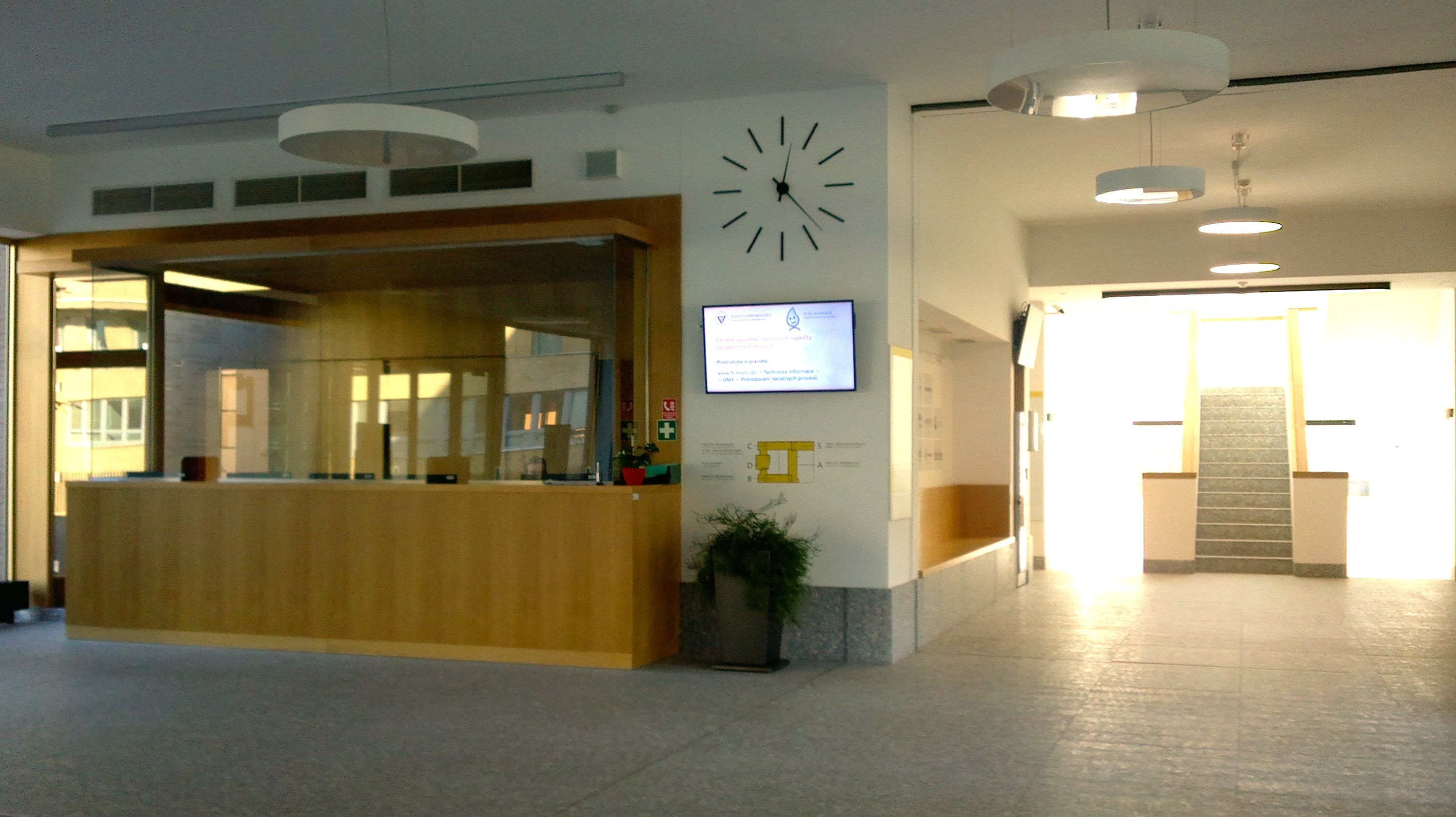
Vrátnice vlevo od vstupu (2015)
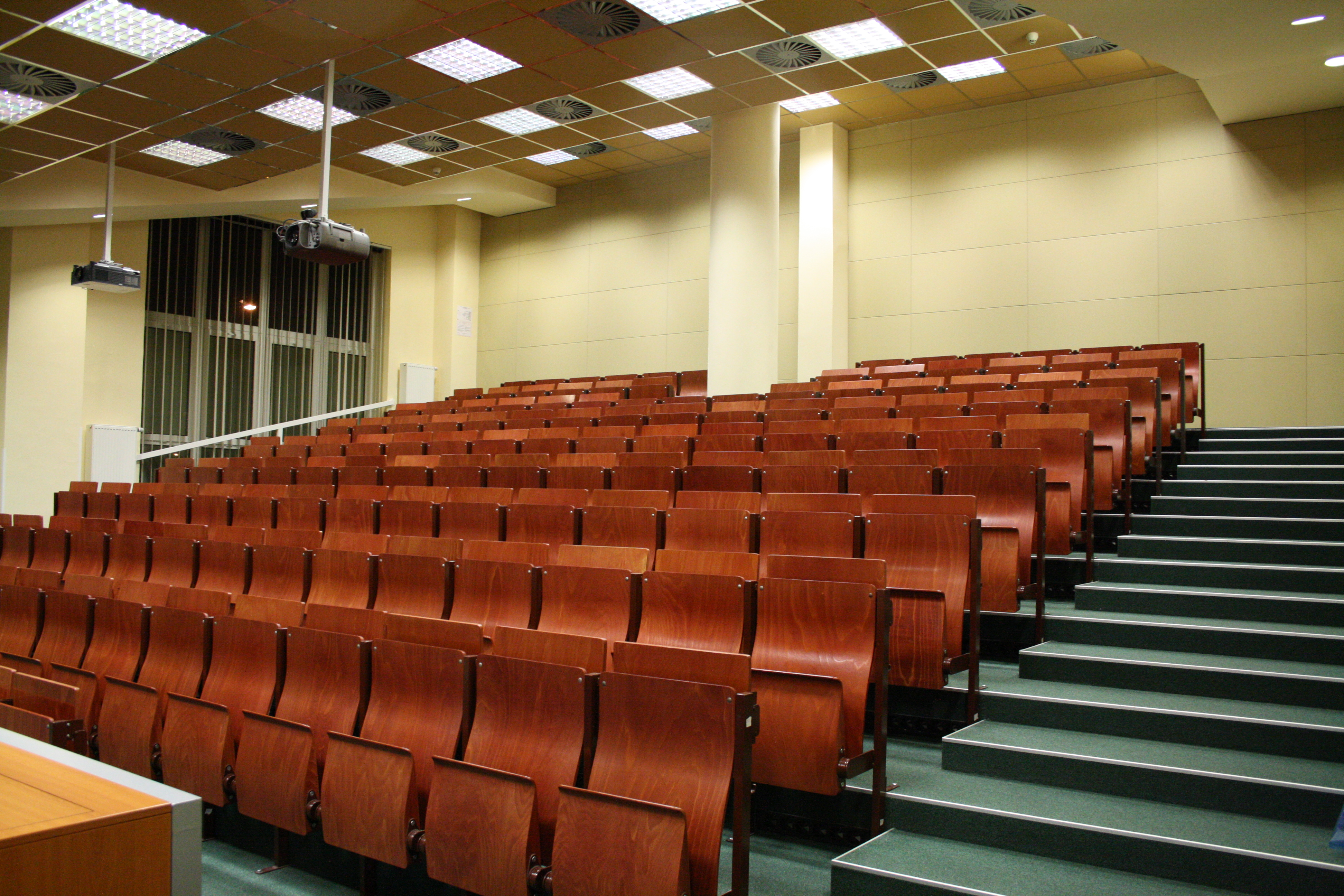
Posluchárna D2 vybudovaná roku 2003, nejmenší ze tří v této budově (2009)
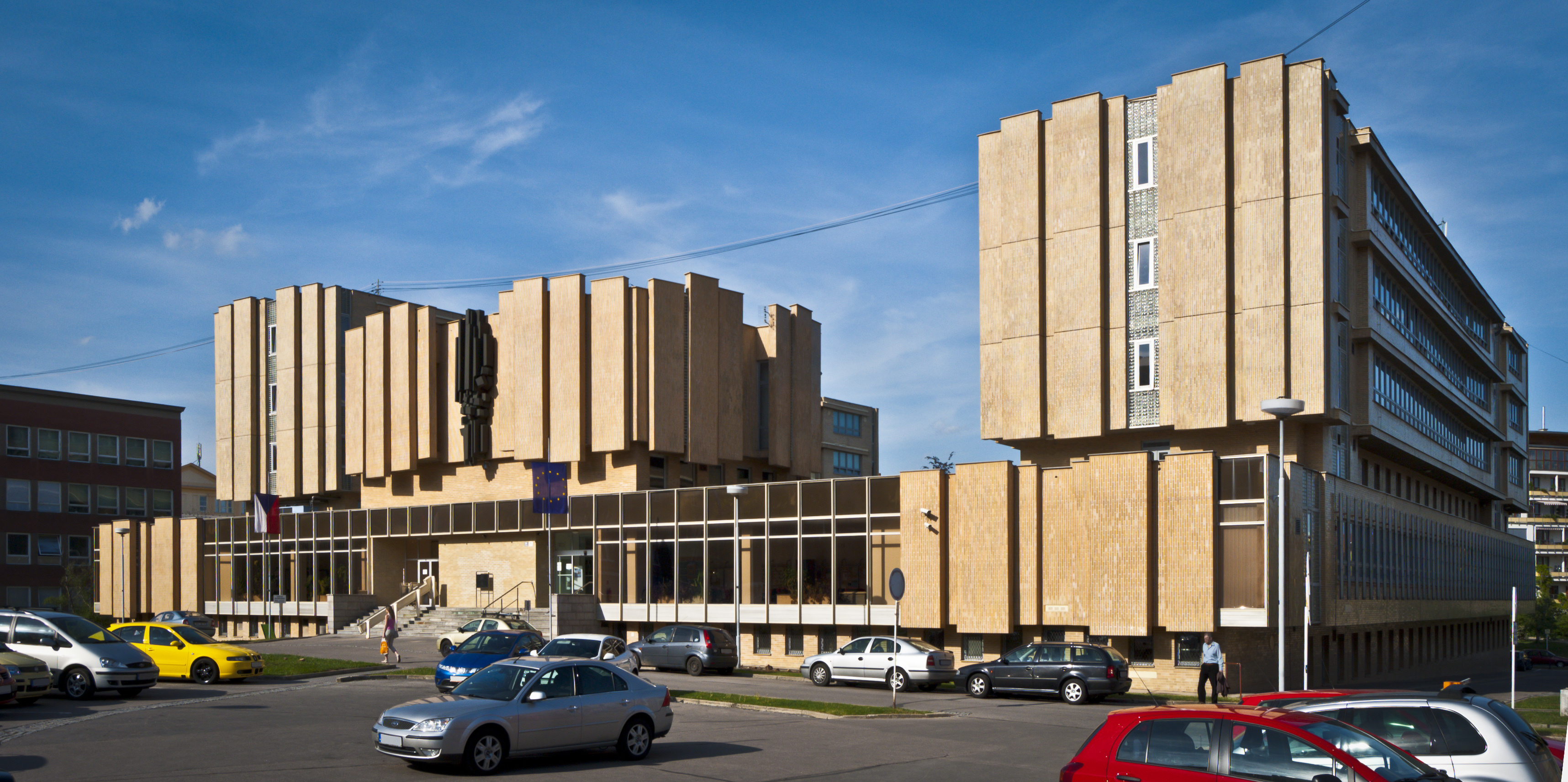
Pohled na původní komplex budov fakulty před rekonstrukcí (2012)
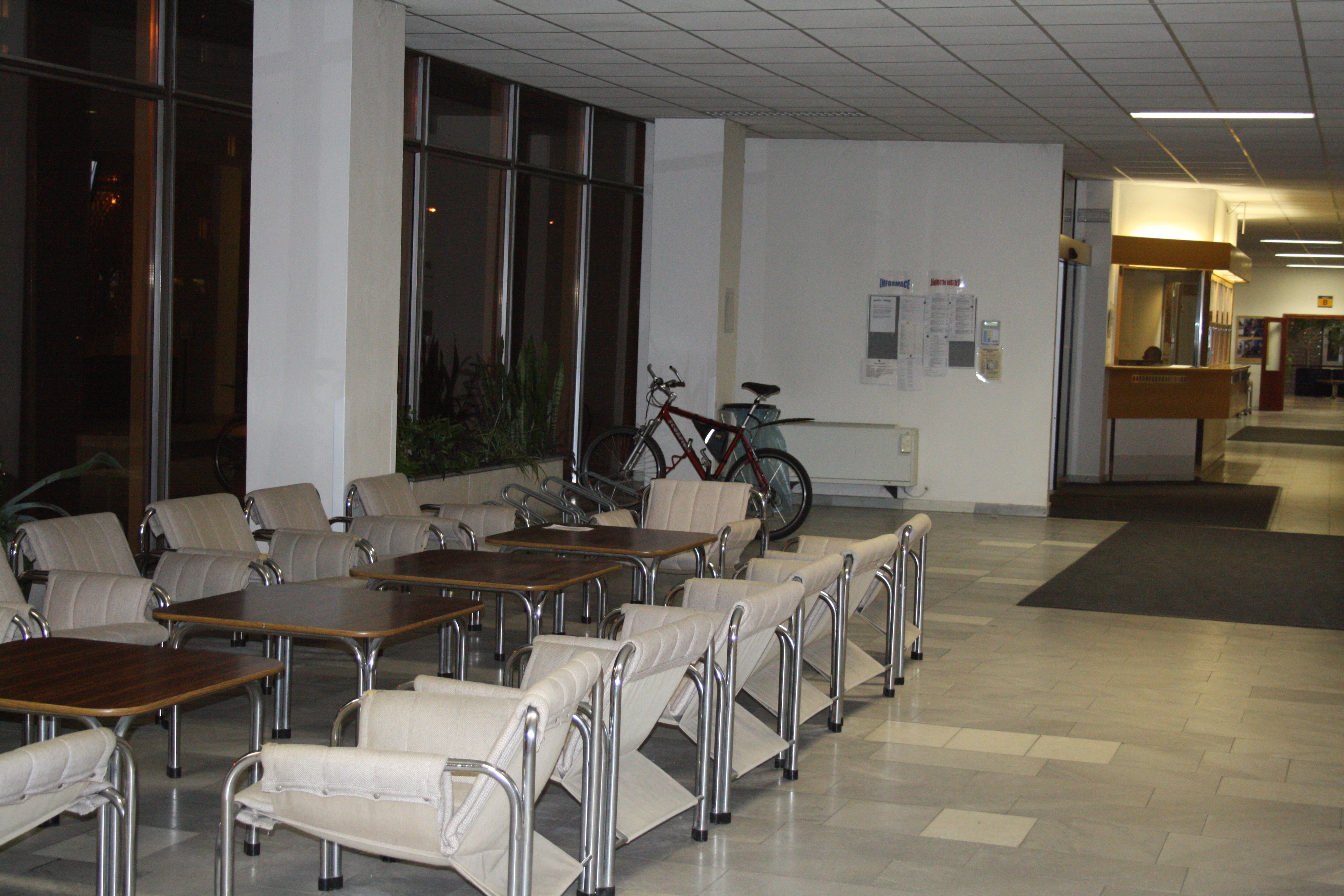
Původní foyer fakulty v pravé části původní jednopatrové vstupní budovy, již neexistuje (2009)